# Nietzsche-Studien
Nietzsche-Studien è una rivista internazionale e interdisciplinare dedicata allo studio della vita e delle opere di Friedrich Nietzsche. Il periodico è pubblicato a cadenza annuale dalla casa editrice Walter de Gruyter e dal 2022 è disponibile in modalità open access.
Nietzsche-Studien non va confusa con Nietzscheforschung. Jahrbuch der Nietzschegesellschaft (ISSN 1869-5604), che è l'annuario della Nietzsche-Gesellschaft, anch'esso edito dalla Walter de Gruyter col marchio Akademie-Verlag.

## Storia
Nietzsche-Studien fu fondata da Mazzino Montinari e Wolfgang Müller-Lauter negli anni Settanta.
Il primo numero uscì in stampa il 1º gennaio 1973. Dal 2022 la rivista è consultabile in modalità Open Access nel sito dell'editore, che ha adottato il modello Subscribe to Open.

## Descrizione
Gli articoli sono pubblicati in inglese, tedesco e francese. Essi trattato le opere di Nietzsche dai seguenti punti di vista: la filosofia analitica e continentale, la teoria politica, gli studi letterari e la storia intellettuale.
Gli articoli di ricerca sono sottoposti a un processo di revisione paritaria a doppio cieco, ad eccezione delle recensioni e delle miscellanee che sono riviste direttamente dai curatori.
I contenuti sono rilasciati sotto licenza CC-BY-4.0.